# Соєдиненіє
«Соєдиненіє» (англ. Greek Catholic Union of the USA) — найбільша братсько-допомогова організація греко-католицьких закарпатських іммігрантів в США. Організація заснована 1892 у Вілкс-Барре (Пенсільванія) під назвою «Соединеніе Греко-Католицьких Руських Братств». Спершу до «Соєдіненія» належали і галицькі українці, але вже 1894 вони створили власний Руський (Український) Народний Союз.
Періодичним органом «Соєдиненія» був «Американскій Русскій Вѣстникъ» (головний редактор Павло Жаткович дотримувався москвофільських поглядів). Тепер газета «Соєдиненія» «Greek Catholic Union Messenger» (редактор М. Роман) далі підтримує москвофільське наставлення серед закарпатських емігрантів.
Осідок «Соєдиненія» — у Мунгал (Пенсільванія). Чисельність членів нині становить близько 50 000 у трьох відділах: Головному, Молодіжному та Сокольському.